# Jetse Bol
Jetse Bol (Avenhorn, 8 september 1989) is een Nederlands voormalig wielrenner.

## Carrière
Eerder reed hij voor Belkin, Rabobank Continental Team, de opleidingsploeg van Rabobank (later Belkin), Join-S|De Rijke en Manzana Postobón Team. In 2009 won hij het eind- en jongerenklassement van de Olympia's Tour. In 2011 won hij het eind-, punten- en bergklassement van deze koers. In 2015 won hij wederom het eindklassement van deze koers. Hij is hiermee de eerste renner die deze koers drie keer wist te winnen.

## Overwinningen
2005
 Nederlands kampioen tijdrijden, Nieuwelingen
2009
Proloog Olympia's Tour (ploegentijdrit)
Eind- en jongerenklassement Olympia's Tour
2010
Proloog Ronde van Normandië
2e etappe Triptyque des Monts et Châteaux
Eindklassement Triptyque des Monts et Châteaux
1e etappe Ronde van Bretagne
Puntenklassement Ronde van Bretagne
Bergklassement Ronde van Poitou-Charentes
2011
1e en 3e etappe Ronde van Bretagne
Punten- en jongerenklassement Ronde van Bretagne
1e en 6e etappe Olympia's Tour
Eind-, punten-, berg- en tussensprintklassement Olympia's Tour
Bergklassement Kreiz Breizh Elites
2015
2e etappe Olympia's Tour
Eindklassement Olympia's Tour
2023
Bergklassement Ronde van Castilië en León

## Resultaten in voornaamste wedstrijden
| Jaar | Ronde van Italië | Ronde van Frankrijk | Ronde van Spanje |
| ---- | ---------------- | ------------------- | ---------------- |
| 2011 |                  |                     |                  |
| 2012 |                  |                     |                  |
| 2013 |                  |                     |                  |
| 2014 | 156e (laatste)   |                     |                  |
| 2015 |                  |                     |                  |
| 2016 |                  |                     |                  |
| 2017 |                  |                     | 69e              |
| 2018 |                  |                     | 101e             |
| 2019 |                  |                     | 104e             |
| 2020 |                  |                     | 80e              |
| 2021 |                  |                     | 71e              |
| 2022 |                  |                     | 89e              |
| 2023 |                  |                     | 110e             |

| Jaar | Ronde van Vlaanderen | Parijs-Roubaix | Cyclassics Hamburg | Parijs-Tours |  | Wereldranglijsten |
| ---- | -------------------- | -------------- | ------------------ | ------------ |  | ----------------- |
| 2011 |                      |                |                    | 33e          |  |                   |
| 2012 |                      |                | 100e               |              |  |                   |
| 2013 | opgave               | 114e           | opgave             | 67e          |  |                   |
| 2014 |                      |                | opgave             | 116e         |  |                   |
| 2015 |                      |                |                    |              |  |                   |
| 2016 |                      |                |                    |              |  |                   |
| 2017 |                      |                |                    |              |  |                   |
| 2018 |                      |                |                    |              |  | 2092e (UWR)       |
| 2019 |                      |                |                    |              |  | 551e (UWR)        |
| 2020 |                      |                |                    |              |  |                   |
| 2021 |                      |                |                    |              |  |                   |
| 2022 |                      |                |                    |              |  |                   |
| 2023 |                      |                |                    |              |  |                   |

## Ploegen
- 2008 –  Rabobank Continental Team
- 2009 –  Rabobank Continental Team
- 2010 –  Rabobank Continental Team
- 2010 –  Rabobank (stagiair vanaf 1-9)
- 2011 –  Rabobank Continental Team
- 2011 –  Rabobank Cycling Team (stagiair vanaf 1-8)
- 2012 –  Rabobank Cycling Team
- 2013 –  Belkin-Pro Cycling Team [a]
- 2014 –  Belkin-Pro Cycling Team
- 2015 –  Cyclingteam Join-S|De Rijke
- 2016 –  Cyclingteam Join-S|De Rijke
- 2017 –  Manzana Postobón Team
- 2018 –  Manzana Postobón Team (tot 31-7)
- 2018 –  Burgos-BH (vanaf 1-8)
- 2019 –  Burgos-BH
- 2020 –  Burgos-BH
- 2021 –  Burgos-BH
- 2022 –  Burgos-BH
- 2023 –  Burgos-BH
- 2024 –  Burgos-BH

Adams ·
Aernouts ·
Beima ·
Berkhout ·
Bol ·
Boom ·
van Emden (tot 31/08) ·
van Garderen ·
Keizer ·
de Knegt ·
Kreder · 
Kruijswijk ·
Lodewyck · 
Nys (tot 09/05) ·
Popov ·
van Poppel ·
Rabou ·
Sinkeldam ·
Van Staeyen ·
van der Velde ·
Vermeltfoort ·
van Winden
Adams ·
Aernouts ·
Berkhout ·
Boeve ·
Bol ·
Bos ·
Fuchs ·
van Garderen ·
van Geffen ·
Keizer ·
de Knegt ·
Kreder · 
Kruijswijk ·
Ockeloen ·
van Poppel ·
Rabou ·
Sinkeldam ·
Van Staeyen ·
Vermeltfoort ·
Vrijmoed ·
van Winden
Adams (tot 25/08) ·
Boeve ·
Bol ·
Bovenhuis ·
Bulgaç ·
van Geffen (tot 09/05) ·
Hofland ·
Keizer ·
Kelderman ·
Kreder · 
van der Lijke ·
Markus ·
Ockeloen ·
van Poppel ·
Sinkeldam ·
Slagter ·
Vermeltfoort ·
Vrijmoed
Ardila ·
Boom ·
Brown ·
Clement ·
ten Dam ·
van Emden ·
Flens ·
Freire · 
Gárate ·
Gesink ·
Kozontsjoek ·
Kruijswijk ·
Langeveld ·
Leezer ·
Martens ·
Mensjov ·
Moerenhout ·
Mollema ·
Niermann ·
Nuyens ·
Posthuma ·
Reus (tot 31/08) ·
Stamsnijder ·
Tankink ·
Tjallingii ·
Weening ·
van Winden · 
Bol (stagiair)
Asselman ·
van Baarle ·
Bol ·
Boskamp ·
Bovenhuis ·
Bulgaç ·
Dennis ·
Dumoulin ·
Goos ·
Hofland ·
Kelderman ·
Kreder · 
van der Lijke ·
Markus ·
Olivier ·
Riesebeek ·
Sinkeldam
Barredo ·
Bol · 
Boom ·
Bos ·
Breschel ·
Brown ·
Clement ·
ten Dam ·
van Emden ·
Flens ·
Gárate ·
Gesink ·
Kelderman ·
Kruijswijk ·
Leezer ·
Martens ·
Matthews ·
Mollema ·
Niermann ·
Renshaw ·
Sánchez ·
Slagter ·
Tankink ·
Tjallingii ·
Vermeltfoort ·
van Winden · 
Wynants ·
Goos (stagiair)
Bobridge · 
Bol · 
Boom ·  
Bos · 
Brown · 
Clement · 
Flens · 
Gárate · 
Gesink · 
Goos ·  
Hofland · 
Kelderman · 
Kruijswijk · 
Leezer · 
Martens · 
Mollema · 
Nordhaug · 
Renshaw ·
Tankink · 
Tanner · 
ten Dam · 
Tjallingii ·  
van Emden · 
van Winden · 
Vanmarcke · 
Wagner · 
Wynants · 
Slik (stagiair)
Bobridge · Bol · Boom ·  Bos · Brown · Clement · Flens · Gárate · Gesink · Goos · Hivert · Hofland · Keizer · Kelderman · Kruijswijk · Leezer · Markus · Martens · Mollema · Nordhaug · Tankink · Tanner · ten Dam · Tjallingii · van der Lijke · van Emden · van Winden · Vanmarcke · Wagner · Wynants · Tusveld (stagiair)
Aguirre · Amador · Bohórquez · Bol · García · Higuita · Molano · Orjuela · Osorio · Paredes · Piedra · Reyes · Sierra · Suaza · Vilela · Villegas · Chía (stagiair) · Rivera (stagiair) · Ruiz (stagiair)
Aguirre · Amador · Bohórquez · Bol · Duarte · García · Higuita · Molano · Orjuela · Osorio · Paredes · Parra · Reyes · Sierra · Suaza · Vilela · Villegas
Cabedo · Cubero · Ezquerra · González · Herklotz · Langellotti · López · Mamykin · Mendes · Merino · Mitri · Robredo · Rubio · Salas · Sessler · Simón · Torres
Bico · Bol · Cabedo · Cubero · Ezquerra · Fernandes · Fuentes · Gibson · Langellotti · López · Madrazo · Mitri · Peñalver · Robredo · Rubio · Sessler · Sureda · Vilela
Aparicio · Bol · Cabedo · Díaz (vanaf 3/6) · Domingues · Ezquerra · Fuentes · Langellotti · López-Cózar · Madrazo · Molenaar · Moreno · Muller · Navarro · Okamika · Orts · Pelegrí · Peñalver · Räim · Rubio · Sánchez · Fernández (stagiair) · Franco (stagiair) · Martin (stagiair)
Alleno · Álvarez · Angulo · Aparicio · Ardila (tot 23/8) · Barthe · Bol · Díaz · Ezquerra · Fagundez · M. Fernández · Franco · Fuentes · Langellotti · Madrazo · Mora (vanaf 9/5) · Navarro · Okamika · Orts · Pelegrí · Peñalver · Sánchez · Delgado (stagiair) · S. Fernandez (stagiair)
Alleno · Álvarez · Angulo · Aparicio · Bol · Bouglas · Chumil · Delgado · Díaz · Ezquerra · Fagundez · Fernandez · Franco · Fuentes · Gate · Jackson · Langellotti · Mora · Okamika · Pelegrí · Sainbayar · Vacek · Bennassar (stagiair) · Cabedo (stagiair) · Rey (stagiair)